# DJ Isaac
DJ Isaac, een pseudoniem voor Roel Schutrups (Winschoten, 8 juni 1974) is een van de grondleggers van het hardstyle-genre.

## Carrière
DJ Isaac brak door in 1995 met zijn hardcore hit Bad Dreams (dit was zijn 1e officiële release). Vervolgens heeft Roel hits gehad zoals I Want You, Harder state of Mind, Feel So Good, Face Down Ass Up, On The Edge, Bitches, DJ Ease My Mind, Stick Em, Digital Nation en remixes voor onder andere Martin Garrix (Animals), Dash Berlin (Till The Sky Falls Down) & Yellow Claw (Last Night Ever). In 2000 kreeg Roel Schutrups een platinum plaat door zijn bijdrage aan het Alice Deejay album ' Who needs guitars anyway'. In 2003 startte Schutrups een eigen label op: X-Rate Records. DJ Isaac heeft op grote feesten gedraaid zoals EDC Las Vegas (300.000 bezoekers), Defqon.1 (60.000 bezoekers), Qlimax (28.000) & Decibel Outdoor (35.000). Sinds 2009 host Isaac een maandelijkse podcast, Isaac's Hardstyle Sessions. Deze show is te beluisteren op o.a. Youtube, Soundcloud & iTunes.
DJ Isaac brengt tegenwoordig zijn platen uit via  Scantraxx. 

## Nummers
- DJ Isaac - Feel So Good
- DJ Isaac & D-Block & S-te-Fan - Slave to the Rave
- Dj Isaac - Loving You 2022
- Dj Isaac & TNT - Rave Now
- DJ Isaac - Follow Me
- DJ Isaac - Fascinating Rhythm
- D-Block & S-te-fan & Isaac - Harder State Of Mind
- DJ Isaac - Party People
- DJ Isaac - I Want You
- D-Block & S-te-fan & Isaac - World Renowned
- TNT & DJ Isaac - The Realm
- DJ Isaac - Burn
- Technoboy, Tuneboy & Isaac - CTRL
- DJ Isaac & Crystal Lake - Stick 'em
- Technoboy, Tuneboy & Isaac - Digital Nation
- DJ Isaac - Recharged
- DJ Isaac & F8trix - Groupie Love
- D-Block & S-te-fan & Isaac Featuring Chris Madin - Alive
- DJ Isaac - Sweetest Sin
- Technoboy & Isaac - Digital Playground
- DJ Isaac - Welcome To Dirty Workz! EP
- DJ, Ease My Mind
- Believe
- Isaac, D-Block & S-te-Fan - In The Air
- DJ Isaac - Bring The Club Down
- Isaac vs. D-Block & S-te-Fan - Speed Of Sound
- DJ Isaac - Bitches
- Wildstylez & Isaac - Lost In Music
- DJ Isaac - Tear The Club Up
- Crystal Lake & DJ Isaac - Pirates
- DJ Isaac - I Wanna Be A Gabber Baby

## Remixes
- Creeds - Push Up (DJ Isaac Remix)
- D-Block & S-te-Fan - Takin' off! (DJ Isaac Remix)
- Dash Berlin - Heaven (DJ Isaac Remix)
- Martin Garrix - Animals (DJ Isaac Remix)
- Yellow Claw & LNY TNZ - Last Night Ever (DJ Isaac Remix)
- Dash Berlin - Till The Sky Falls Down (Isaac Remix)
- DJ Mad-E-Fact - The Hustle (DJ Isaac Remix)
- Mental Shock - Experience Vol. 2 (DJ Isaac Remix)
- Mike Heart - Sex Machine (DJ Isaac Remix)
- Organ Donors - Throw A Diva (Isaac Remix)
- 2Pac Feat. Dr. Dre - California Love (Isaac Remix)
- Razzle Dazzle Trax - Rattlebrain (DJ Isaac's Overdrive Remix)